# Chlap (seriál)
Chlap je český televizní seriál TV Nova. Hlavní role ztvárňují Tomáš Maštalír, Jitka Ježková, Andrea Růžičková, Jiří Dvořák, Ivan Lupták a Eva Leinweberová. Premiérově byl vysílán od 10. března 2022. Jde o adaptaci italského seriálu DOC – Nelle tue mani z roku 2020 vysílaného na TV Rai 1.
Série je inspirovaná doktorem Pierdante Piccioni, bývalým vedoucím urgentního příjmu v Lodi a Codogno, který zapomněl předchozích 12 let svého života po dopravní nehodě.
Vlastní adaptaci tohoto seriálu vysílá i TV Markíza.

## Obsazení

### Hlavní
| Herec                | Postava                 | Epizoda | Povolání                              | Poznámky                                                                         |
| -------------------- | ----------------------- | ------- | ------------------------------------- | -------------------------------------------------------------------------------- |
| Tomáš Maštalír       | doc. MUDr. Ondřej Frank | 1       | lékař, nejlepší diagnostik            | bývalý primář interny, přišel o 12 let života                                    |
| Jitka Ježková        | MUDr. Hana Franková     | 1       | lékařka a ředitelka nemocnice         | Ondřejova bývalá manželka                                                        |
| Andrea Růžičková     | MUDr. Eva Ulmanová      | 1       | všeobecná lékařka na Oddělení interny | bývalá asistentka a bývalá přítelkyně Ondřeje                                    |
| Ivan Lupták          | MUDr. Adam Štraus       | 1       | mladý lékař                           |                                                                                  |
| Jiří Dvořák          | MUDr. Marek Sýkora      | 1       | nový primář interny                   | bývalý kamarád Ondřeje, zfalšoval výsledky satonalu, později ve vězení           |
| Jenovéfa Boková      | MUDr. Tereza Černá      | 1       | mladá lékařka                         |                                                                                  |
| Valer Mbila          | MUDr. Gabriel Kidane    | 1       | mladý lékař                           |                                                                                  |
| Jan Nedbal           | MUDr. Filip Coufal      | 1       | mladý lékař, stážista                 | začínající 25letý lékař po škole                                                 |
| Elizaveta Maximová   | MUDr. Linda Myšičková   | 1       | mladá lékařka, stážistka              | začínající 25letá lékařka po škole, její maminka pracuje jako primářka chirurgie |
| Robert Hájek         | MUDr. Michal Kovář      | 1       | mladý lékař                           | zemřel na meningokokovou infekci                                                 |
| Eva Leinweberová     | Mgr. Lenka Trčková      | 1       | vrchní sestra na oddělení interny     |                                                                                  |
| Martin Myšička       | MUDr. Karel Drtina      | 1       | psychiatr, pomáhá Ondrovi             | nejlepší kamarád Ondřeje                                                         |
| Stanislava Jachnická | MUDr. Marta Gráblová    | 1       | primářka chirurgie                    | matka Lindy Myšičkové                                                            |
| Pavel Batěk          | Tomáš Dobrovolský       | 1       | bývalý laborant                       | přítel Hany Frankové                                                             |
| Jan Kolařík          | Karel Kořán             | 1       |                                       | postřelil Ondřeje                                                                |
| Jan Komínek          | Petr Kořán              | 1       |                                       | syn Karla Kořána, zemřel po podání špatného léku                                 |
| Denisa Barešová      | Karolína Franková       | 2       |                                       | dcera Hany a Ondřeje                                                             |
| Marek Salvet         | Radek Petřík            | 2       |                                       | pacient                                                                          |
| Vlasta Peterková     | Miriam Lukešová         | 3       |                                       | pacientka                                                                        |
| Ladislav Frej        | Jiří Lukeš              | 3       |                                       | manžel Miriam Lukešové                                                           |
| Daniel Tůma          | Radim Ulman             | 4       | bývalý drogový dealer                 | bratr Evy Ulmanové                                                               |
| Barbora Bočková      | Adéla Lebedová          | 8       |                                       | nejlepší kamarádka MUDr. Adama Štrause                                           |
| Zdeňka Sajfertová    | Blanka Kořánová         | 11      |                                       | manželka Karla Kořána                                                            |
| Pavlína Němcová      | Veronika Krejčíková     | 13      | majitelka nadace Dobrý Anděl          | sestra Terezy Černé                                                              |
| Jan Jankovský        | Richard Prošek          | 15      |                                       | investigativní novinář                                                           |
| Erika Stárková       | Silvie Prošková         | 15      | dárkyně kostní dřeně                  | sestra Richarda Proška                                                           |
| Lucie Šteflová       | Laura Míková            | 15      |                                       | partnerka Richarda Proška                                                        |
| Jitka Sedláčková     | Alena Kovářová          | 15      |                                       | matka Michala Kováře                                                             |

## Seznam dílů
| Č. v seriálu | Název                     | Režie             | Scénář                  | Datum premiéry  | Sledovanost (v milionech) |
| ------------ | ------------------------- | ----------------- | ----------------------- | --------------- | ------------------------- |
| 1            | Amnézie                   | Peter Bebjak      | Evita Naušová, Petr Bok | 10. března 2022 | 0,839                     |
| 2            | Sefie                     | Martin Kazimír    | Petr Bok, Jakub Votýpka | 17. března 2022 | 0,751                     |
| 3            | Lidskost                  | Martin Kazimír    | Evita Naušová, Petr Bok | 23. března 2022 | 0,745                     |
| 4            | Dobrá věc, která ubližuje | Martin Kazimír    | Petr Bok, Jakub Votýpka | 30. března 2022 | 0,824                     |
| 5            | Užitečná chyba            | Martin Kazimír    | Evita Naušová, Petr Bok | 7. dubna 2022   | 0,716                     |
| 6            | Kdo s koho                | Peter Bebjak      | Petr Bok, Jakub Votýpka | 14. dubna 2022  | 0,668                     |
| 7            | Sebeláska                 | Martin Kazimír    | Evita Naušová, Petr Bok | 21. dubna 2022  | 0,698                     |
| 8            | Hippokratova přísaha      | Zuzana Marianková | Petr Bok, Jakub Votýpka | 28. dubna 2022  | 0,619                     |
| 9            | Loterie                   | Zuzana Marianková | Evita Naušová, Petr Bok | 5. května 2022  | 0,672                     |
| 10           | Tajemství                 | Zuzana Marianková | Tomáš Grombíř, Petr Bok | 12. května 2022 | 0,676                     |
| 11           | Následky                  | Zuzana Marianková | Evita Naušová, Petr Bok | 19. května 2022 | 0,534                     |
| 12           | Nehoda                    | Róbert Šveda      | Tomáš Grombíř, Petr Bok | 26. května 2022 | 0,619                     |
| 13           | Tři na tři                | Róbert Šveda      | Evita Naušová, Petr Bok | 2. června 2022  | 0,597                     |
| 14           | Naděje                    | Róbert Šveda      | Evita Naušová, Petr Bok | 9. června 2022  | 0,616                     |
| 15           | Jedy                      | Róbert Šveda      | Tomáš Grombíř, Petr Bok | 16. června 2022 | 0,614                     |
| 16           | Jak dál                   | Róbert Šveda      | Tomáš Grombíř, Petr Bok | 23. června 2022 | 0,576                     |